# Батьківщина (фільм, 1939)
«Батьківщина» — радянський драматичний художній фільм 1939 року, знятий режисерами Миколою Шенгелая і Діоміде Антадзе на Тбіліській кіностудії.

## Сюжет
За п'єсою Г. Мдівані «Честь». Сардіон і Ягора, два простих селянина з грузинського села, — великі друзі. Але ні Ягора, ні інші односельчани навіть не підозрюють, що Сардіон — іноземний агент. Син Ягори, Нодар, який після громадянської війни жив за кордоном, за допомогою Сардіона проникає як тайний агент в Радянський Союз. Переслідуваний прикордонниками Нодар знаходить притулок в будинку свого батька, який опиняється перед дилемою — врятувати сина або виконати свій обов'язок громадянина.

## У ролях
- Нато Вачнадзе — Нателла
- Коте Даушвілі — Ягора
- Серго Закаріадзе — Сардіон, шпигун
- Леван Хотіварі — Арчіл
- Олександр Жоржоліані — Ясон, бухгалтер колгоспу
- Кохта Каралашвілі — Аміран
- Леонід Романов — Вано
- Вахтанг Нінуа — Тітіко
- Рюрик Чхеїдзе — Нодар, син Ягори
- Ф. Балабан — гість
- Карло Гегенава — Дато
- Ілля Мампорія — Вахтанг
- А. Мюсар — полковник
- Іван Новиков — комендант
- Олена Чохелі — епізод
- Етері Жорданія — Маріко

## Знімальна група
- Режисер — Микола Шенгелая, Діоміде Антадзе
- Сценаристи — Георгій Мдівані, Микола Шенгелая
- Оператор — Костянтин Кузнецов
- Композитор — Андрій Баланчивадзе
- Художник — Йосип Габашвілі